# Reprezentacja Mołdawii w koszykówce kobiet
Reprezentacja Mołdawii w koszykówce kobiet - drużyna, która reprezentuje Mołdawię w koszykówce kobiet. Za jej funkcjonowanie odpowiedzialny jest Mołdawski Związek Koszykówki.